# Lanuza
Lanuza is een gemeente in de Filipijnse provincie Surigao del Sur op het eiland Mindanao. Bij de laatste census in 2007 had de gemeente bijna 11 duizend inwoners.

## Geografie

### Bestuurlijke indeling
Lanuza is onderverdeeld in de volgende 13 barangays:
| - Agsam - Bocawe - Bunga - Gamuton - Habag - Mampi - Nurcia | - Pakwan - Sibahay - Zone I - Zone II - Zone III - Zone IV |

## Demografie
Lanuza had bij de census van 2007 een inwoneraantal van 10.788 mensen. Dit zijn 731 mensen (7,3%) meer dan bij de vorige census van 2000. De gemiddelde jaarlijkse groei komt daarmee uit op 0,97%, hetgeen lager is dan het landelijk jaarlijks gemiddelde over deze periode (2,04%). Vergeleken met de census van 1995 is het aantal mensen met 1.945 (22,0%) toegenomen.

De bevolkingsdichtheid van Lanuza was ten tijde van de laatste census, met 10.788 inwoners op 290,6 km², 30,4 mensen per km².